# خانه شربت‌زاده
خانه شربت اوغلی یا شربت‌زاده  مربوط به دوره قاجار است و در تبریز، خبابان شمس تبریزی، کوچه شرشرا، پلاک ۳۷ واقع شده و این اثر در تاریخ ۱۵ آبان ۱۳۸۴ با شمارهٔ ثبت ۱۳۶۶۷ به‌عنوان یکی از آثار ملی ایران به ثبت رسیده است.